# Č’-i
Č’-i (čínsky pchin-jinem Zhìyǐ, znaky 智顗, 538–597) byl čínský buddhistický filozof, zakladatel školy a sekty Tchien-tchaj, jejímž byl čtvrtým patriarchou. Jako první z čínských buddhistů vypracoval komplexní filozofický systém, čímž umožnil čínskému buddhistickému myšlení, aby získalo autonomii na indickém a mohlo se rozvíjet samostatně a originálně. K nejoceňovanějším patří jeho práce o meditaci, na niž kladl velký důraz. Mnichem se stal v 17 letech, jeho učitelem byl Chuej-s’. Jeho sekta byla vůdčí náboženskou silou v Číně v 8. – 9. století, v současnosti má silnou základnu v Japonsku, kde se k ní hlásí 5 milionů věřících.